# Nanning (stacja kolejowa)
Nanning (chiń. 南宁站; pinyin Nánníng Zhàn) – stacja kolejowa w Nanning, w regionie autonomicznym Kuangsi, w Chinach. Znajdują się tu 3 perony.